# Rundfunkjahr 2008

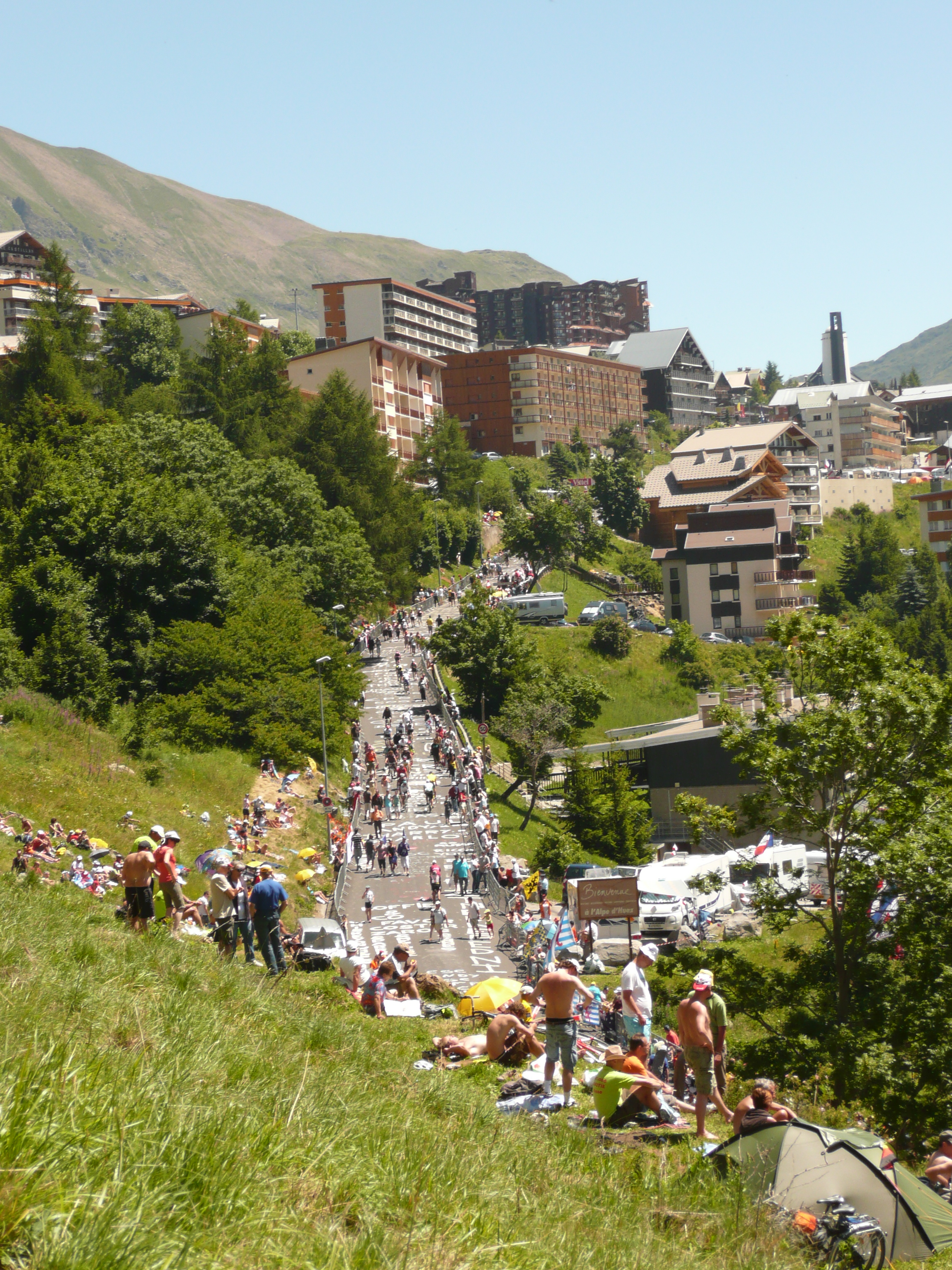
2008: Die ARD zieht sich aus der Liveberichterstattung der Tour de France zurück

Liste der Rundfunkjahre

◄◄ | ◄ | 2004 | 2005 | 2006 | 2007 | Rundfunkjahr 2008 | 2009 | 2010 | 2011 | 2012 | ► | ►►

Weitere Ereignisse

## Allgemein
- Der österreichische Filmrechtehändler Herbert Kloiber wird durch den Erwerb der früheren BAWAG P.S.K.-Anteile des Senders Alleineigentümer von ATV.
- 7. Januar – Wegen des US-Autorenstreiks der WGA wird die ursprüngliche Zeremonie der 65. Golden-Globe-Verleihung abgesagt. Stattdessen werden die Gewinner während einer Pressekonferenz bekanntgegeben.
- März – Im Verlag für Berlin-Brandenburg erscheint die von den Medienwissenschaftlern Rüdiger Steinmetz und Reinhold Viehoff herausgegebene umfassende Untersuchung zur Geschichte des DDR-Fernsehens unter dem Titel Deutsches Fernsehen Ost. Eine Programmgeschichte des DDR-Fernsehens.[1]
- 27. März – Den US-Forschern Carl Haber und Earl Cornell vom Lawrence Berkeley National Laboratory gelingt mittels eines Computerprogramms die Rekonstruktion der bis dahin ältesten bekannten Tonaufzeichnung einer menschlichen Stimme. Die Aufnahme aus dem Jahr 1860 wurde mit Hilfe eines Phonautographen erstellt und enthält zehn Sekunden des französischen Kinderliedes Au clair de la lune.[2]
- 1. Oktober – Die US-amerikanische Journalistin Amy Goodman, Gründerin des Politikmagazins Democracy Now, erhält für ihre Leistungen um unabhängige politische Berichterstattung in den USA den Alternativen Nobelpreis.
- 28. Oktober – Die japanische JVC gibt die Einstellung der Produktion von VHS-Geräten bekannt. In Zukunft würden nur noch VHS-DVD-Kombis gefertigt.[3]
- 4. November – Im Auswärtigen Amt wird das Buch Operation Fernsehen vom Forschungsverbund SED-Staat vorgestellt. Die Studie untersucht den Einfluss der Stasi auf die elektronischen Medien in Ost- und Westdeutschland.[4]

## Hörfunk
- 16. Januar – Die Landesrundfunkanstalten der ARD strahlen mit „Der Emir“ die erste Folge des Radio-Tatort aus.
- 27. Januar – Erstausstrahlung des Science-Fiction-Hörspiels Tsunami über Deutschland von Heiner Grenzland. Es wurde 2007 vom rbb Kulturradio (Rundfunk Berlin Brandenburg) als Hommage an Der Krieg der Welten von H. G. Wells produziert. Der Autor führte die Regie und komponierte die Musik.
- 3. Februar – Helmut Kopetzky, Featureautor beim ehemaligen SFB in Berlin erhält den zum ersten Mal vergebenen und mit 10.000 Euro dotierten Axel-Eggebrecht-Preis als Anerkennung für sein Lebenswerk.[5]
- 29. Februar – In Wien geht der private Musiksender Superfly.fm auf Sendung, der sich auf den Bereich von Soul und Black Music spezialisiert.
- 31. März – Der Volksmusik Sender Radio Melodie stellt den Sendebetrieb ein.
- 27. April – Radio Eins strahlt zum letzten Mal die Sendung Kuttner und Kuttner – Vater und Sohn mit Jürgen und Sarah Kuttner aus.
- 19. Mai – Der Country- und Rockmusiksender Truckradio ist nach der Abschaltung der terrestrischen Frequenzen nur noch über das Internet zu empfangen.
- 2. Juni – Helgard Haug und Daniel Wetzel von der Künstlergruppe Rimini Protokoll werden für ihr Stück Karl Marx: Das Kapital, Erster Band mit dem Hörspielpreis der Kriegsblinden ausgezeichnet.[6]
- 30. Juni – Der Landessender Monte Ceneri stellt den Sendebetrieb ein.
- 1. August – CBS Radio kündigt an, sich von 50 Radiostationen zu trennen.
- 1. September – Der Schlagersender Radio Paloma geht auf Sendung.
- 8. September – In Dänemark geht Nova fm als Nachfolger von TV2 Radio auf Sendung.
- 16. September – Bruno Patino wird Direktor des französischen Senders France Culture.
- 22. September – Der zur NRJ Group gehörende Privatsender Energy 99.9 Innsbruck nimmt seinen Betrieb auf.
- 24. September – Radio Stephansdom feiert seinen zehnten Geburtstag.[7]
- 9. Oktober – In Wien beginnt Orange 94.0 mit der Ausstrahlung einer ungekürzten Gesamtlesung der Kulturgeschichte der Neuzeit, des Hauptwerks des österreichischen Essayisten Egon Friedell. Die einstündigen Folgen werden im Abstand von jeweils zwei Wochen ausgestrahlt.[8]
- 14. November – Die Jury des Günter-Eich-Preises gibt bekannt, diese Auszeichnung im Jahr 2009 dem österreichischen Hörspielautor Eberhard Petschinka in Würdigung seines Lebenswerkes zukommen zu lassen.
- 27. Dezember – hr3 strahlt die letzte Ausgaben von Volkers Kramladen und der Der Ball ist rund aus.
- 29. Dezember – Der Landessender Beromünster wird um 00:00 Uhr (mitteleuropäischer Zeit) abgeschaltet.
- 31. Dezember – Radio Multikulti stellt seinen Sendebetrieb ein.

## Fernsehen
- 1. Januar – Der US-amerikanische Fernsehsender Court TV wird in truTV umbenannt.
- 2. Januar – Aufgrund eines vorläufigen Abkommens zwischen der Writers Guild of America und der Produktionsfirma Worldwide Pants Incorporated können die Shows Late Night with David Letterman und The Late Late Show with Craig Ferguson trotz des laufenden Streiks wieder auf Sendung gehen.
- 5. Januar – Super RTL beginnt mit der deutschsprachigen Erstausstrahlung der Serie Das Büro.
- 12. Januar – ATV strahlt die erste Folge der Doku-Soap Österreich isst besser aus[9].
- 28. Januar – Relaunch des bisherigen Wiener Lokalsenders Puls-TV unter dem neuen Namen Puls 4 als in Österreich als zweites, bundesweit terrestrisch empfangbares, privates Vollprogramm.
- 17. Februar – Das Erste setzt Blaubär und Blöd vorerst ab.
- 18. März – Judith Rakers spricht ihre erste 20-Uhr-Tagesschau. Sie ersetzt Caroline Hamann-Winkelmann die in ihre zweite Babypause geht.
- 11. Mai – Auf FOX ist die 12. Folge der 19. Staffel der Simpsons zu sehen. Die Episode mit dem Titel „Mona Leaves-a“ (deutsch: „Leb wohl, Mona“) behandelt den Tod von Homer Simpsons Mutter Mona.
- 6. Juni – In Österreich geht pünktlich zur Euro 08 das DVB-H-Netz in Betrieb.
- 25. Juli – Auf RTL II ist die erste Folge der US-Serie Sleeper Cell im deutschsprachigen Fernsehen zu sehen. Die Serie handelt von Islamisten, die sich in den USA zu einer Terrorzelle zusammengeschlossen haben.
- 25. August – Sat.1 und ORF 1 nehmen die Telenovela Anna und die Liebe in das Vorabendprogramm auf.
- 9. September – Der Bezahlsender FOX Channel bringt die HBO-Produktion The Wire in deutschsprachiger Erstausstrahlung.
- 12. Oktober – Bei der Gala zur Verleihung des Deutschen Fernsehpreises in Köln lehnt Marcel Reich-Ranicki die ihm zuerkannte Auszeichnung für seine Leistung als Moderator und Gestalter der Sendung Das literarische Quartett ab.[10]
- 13. Oktober – Die ARD gibt bekannt, sich künftig von der Liveberichterstattung über die Tour de France zurückzuziehen. ARD-Vorsitzender Fritz Raff begründet diesen Schritt mit dem „Absinken des sportlichen und damit auch programmlichen Wertes“ der Tour.[11]
- 16. Oktober – Blue Peter, das Kinderprogramm der BBC, feiert seinen 50. Geburtstag.
- 17. Oktober – Die vierte Staffel von Starmania startet auf ORF 1.
- 23. Oktober – Knapp zwei Wochen nach dem Unfalltod Jörg Haiders sorgt eine Satire in Willkommen Österreich über die als hysterisch empfundene öffentliche Trauer um den Kärntner Landeshauptmann für heftige Reaktionen der Öffentlichkeit.
- 29. Oktober – Der ORF gibt bekannt, den ursprünglich für Herbst 2008 angekündigten Sendetermin für die Miniserie tschuschen:power auf das Frühjahr 2009 zu verschieben[12].
- 1. November – Der deutsche Spartensender TIMM geht auf Sendung. Sein Programm richtet sich an homosexuelle Zuschauer.
- 13. November – Die ProSiebenSat.1 Media AG gibt bekannt, seinen Hauptsitz nach München-Unterföhring verlegen zu wollen. Weiter sollen 225 Mitarbeiter bei Sat.1 abgebaut werden.
- 24. November – Das Wissensmagazin Galileo auf ProSieben feiert sein zehnjähriges Bestehen.
- 24. und 25. November – Auf ProSieben hat die zweite Fernsehfassung des Jack-London-Romans Der Seewolf Premiere. In der Rolle des Robbenfängerkapitäns Wolf Larsen ist Thomas Kretschmann zu sehen, sein Gegenpart Humphrey van Weyden wird von Florian Stetter verkörpert. Die Kritiken sind durchaus unterschiedlich, wird doch die ZDF-Verfilmung von 1971 von großen Teilen des Publikums als „Original“ aufgefasst.
- 27. November – Der ORF kündigt drastische Sparmaßnahmen an und gibt bekannt, sich bis 2012 von 1000 Mitarbeitern trennen zu wollen.
- 6. Dezember – Bei Cartoon Network geht The Spectacular Spider-Man auf Sendung.
- 15. Dezember – Nickelodeon Deutschland und Comedy Central Deutschland teilen sich einen Sendeplatz und sind nicht mehr 24 Stunden am Tag empfangbar.
- 27. Dezember – Die ARD gibt das Ende von Schmidt & Pocher für April 2009 bekannt.[13]
- 28. Dezember – Robert Palfrader kündigt im Interview mit der Tageszeitung Österreich das vorläufige Ende von Wir sind Kaiser Ende 2009 an.[14]

## Gestorben

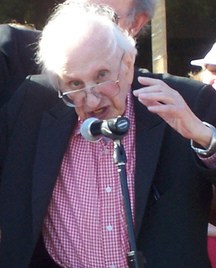
2008: Studs Terkel stirbt

- 2. Februar – Barry Morse, britischer Schauspieler stirbt 89-jährig in London. Er wurde vor allem durch die Fernsehserien Auf der Flucht (als Lt. Philip Gerard) und Mondbasis Alpha 1 (als Professor Victor Bergman) bekannt.
- 25. April – Margit Humer-Seeber, österreichische Schauspielerin und Radiomoderatorin stirbt 84-jährig in Innsbruck.
- 13. Mai – Kalle Sändare, schwedischer Komiker und Radiomoderator stirbt 76-jährig.[15]
- 16. Mai – Ulrich Makosch, deutscher Fernsehjournalist (Objektiv, Auslandsmagazin des DFF, 1965–1989) stirbt 75-jährig in Berlin.
- 15. Juni – Tony Schwartz, US-amerikanischer Werbespezialist und Politikberater stirbt 84-jährig in New York.
- 7. August – Bernie Brillstein, US-amerikanischer Fernsehproduzent, stirbt 77-jährig in Los Angeles.
- 11. August – Günther Schifter, österreichischer Jazzkenner und Radiomoderator (Schellacks), stirbt 84-jährig in Salzburg.
- 21. September – Duncan Larkin, britisch-österreichischer Radiomoderator (FM4, Blue Danube Radio) stirbt 49-jährig in Wien.[16]
- 8. Oktober – Herbert Bötticher, deutscher Schauspieler, zahlreiche Fernsehrollen etwa in Ich heirate eine Familie, Tatort, Derrick oder Der Landarzt stirbt 79-jährig in Düsseldorf.
- 10. Oktober – Kurt Weinzierl, österreichischer Schauspieler (Die Piefke-Saga, Kottan ermittelt, Ein echter Wiener geht nicht unter) stirbt 77-jährig in München.
- 18. Oktober – Brigitte Xander, österreichische Radio- und Fernsehmoderatorin stirbt 66-jährig in Wien. Sie wurde vor allem als Moderatorin des Ö3-Weckers sowie des Hunderttausend-Schillig-Quiz im Radio und als Jurorin bei Dalli Dalli sowie als Präsentatorin der ORF-Kochsendung mit Prominenten Bitte zu Tisch im Fernsehen bekannt.
- 24. Oktober – Helmut Zilk, österreichischer Journalist, Politiker und ehemaliger (Fernseh-)Direktor des ORF stirbt 81-jährig.
- 31. Oktober – Studs Terkel, US-amerikanischer Radiojournalist und Pionier der Oral History stirbt 96-jährig in Chicago.[17]
- 7. Dezember – Helmuth Misak, österreichischer Fernsehkoch und Pionier des Kochfernsehens in den 1960er-Jahren stirbt 76-jährig in Wien.[18]
- 13. Dezember – Horst Tappert, deutscher Schauspieler und Darsteller der Figur des „Derrick“ stirbt 85-jährig bei München.
- 18. Dezember – John Costelloe (47), US-amerikanischer Schauspieler (Die Sopranos) wird in seiner New Yorker Wohnung ermordet aufgefunden.
- 29. Dezember – Otto Pammer, österreichischer Kameramann und Fernsehproduzent (Seitenblicke) stirbt 82-jährig in Wien.
- Martin Schliessler – deutscher Dokumentarfilmer stirbt 79-jährig.